# Weper
Weper (Stellingwerfs en Fries: De Weper) is een buurtschap in de gemeente Ooststellingwerf, in de Nederlandse provincie Friesland.
Het ligt ten noorden van de kern Oosterwolde, waar het officieel ook onder valt. De N919 loopt dwars door Weper heen. Weper is vooral bekend van de Weperbult, een buiten gebruik genomen vuilstortplaats. Het is eigenlijk gelegen in Weperpolder.
Samen met Bentemaden, Jardinga, Schrappinga ligt Weper op een zandrug tussen de Boven Tjonger en het Grootdiep. De drie andere buurtschappen zouden zijn ontstaan als satellietnederzettingen van Weper. Weper zelf werd in 1543 als by Weper vermeld en in 1664 als Weperen. In 1866 wordt het samen met het nabij gelegen de buurtschap De Knolle als 'Weper en knol' geduid. Waarmee het als een soort van eenheid werd gezien.
Ten oosten van de kruising met de buurtschap De Knolle was er De Wepervenen gelegen, in de Hauler Veenpolder. In de 19e eeuw ontstond er de Weperpolder en later ontwikkelde zich daarin een eigen gelijknamige buurtschap.